# راجحة القدسي
راحجة القدسي:فنانة تشكيلية عراقية. لقبت بالقدسي نسبة إلى أحد أجدادها (صالح القدسي) الذي كان معروفا بجمع الأحاديث القدسية. وتميزت لوحاتها برسوم المرأة وغالبا ما تظهر في لوحاتها صور لامرأتين أو أكثر لكونها تحب الحياة الاجتماعية، كما أشتهرت أيضا برسم القبب والحمام حتى قال عنها الشاعر أديب ناصر مازحا بأنها لم تبق حمامة في بغداد الا ورسمتها، ولم ترسم الخيول كونها من اختصاص فنانين آخرين حسب رأيها، كما لم ترسم الرجال الا في جداريتين في مطاري بغداد والبصرة.

## نشأتها
ولدت راجحة القدسي في منطقة السفينة في الأعظمية ببغداد وعاشت بدايات طفولتها في منطقة أبي غريب غرب بغداد حيث كان والدها موظفا في وزارة الزراعة هناك، ومن طبيعة المنطقة استلهمت راجحة لوحاتها الفنية حيث كانت ترسم الأشجار والغابات المحيطة بمنزلها. وفي المرحلة المتوسطة رسمت لوحة جدارية زينت بها جدران مدرسة متوسطة اليرموك حيث كانت تدرس. وظل شغفها بالرسم يلازمها حتى دخولها لكلية الفنون الجميلة في بغداد وتخرجها منها سنة 1972.

## في سطور
- تخرجت في كلية الفنون الجميلة. بغداد 1972.
- درست في معهد الفنون الجميلة منذ عام 1980
- عضوة في جمعية التشكيليين العراقيين.
- عضوة في نقابة الفنانين العراقيين.
- عملت في وزارة الثقافة والاعلام في تصميم اغلفة الكتب والملصقات.
- درست تحت اشراف الاستاذ فائق حسن.
- شاركت في العديد من المعارض العراقية منذ عام 1973 داخل البلد وخارجه.
- درست التصميم باشراف الاستاذ عزام البزاز 1973
- عملت مصممة في قسم التصميم – وزارة الثقافة والاعلام 1974-1980

## أهم المعارض
- معرض الفن العراقي المتجول في الدول الاوربية / بون / باريس / لندن 1976
- معرض الفن العراقي، باريس في بداية السبعينات
- أغلب معارض جمعية التشكيليين العراقيين داخل العراق وخارجه
- معرض للفنانات العراقيات والعربيات سنة 1979 بغداد
- معرض شخصي في الكويت 1978
- معرض مشترك مع فنانة عراقية في المتحف الوطني للفن الحديث 1980
- معرض شخصي في قاعة الاورفلي 1989
- معرض مشترك لعشر فنانات في 1990 بغداد، المتحف الوطني للفن الحديث
- معرض للرسم اقامته منظمة الصليب الاحمرفي بغداد / 1999 / ومنحت شهادة تقديرية
- معرض مشترك لمجموعة من الفنا نات العراقيات /1998
- معرض 8 × 8 × 8 للفنانات العراقيات 2000 بغداد
- معرض الفن العراقي في لبنان 2001
- حازت على العديد من الجوائز في تصميم اغلفة الكتب والملصقات
- حازت على الجائزة الأولى للرسم في يوم بغداد للفنانين العراقيين 1998
- نفذت عدة جداريات في الرسم في العراق منها جدارية في القاعة الآشورية في مطار بغداد الدولي وكذلك جدارية في مطار البصرة الدولي.
- أقامت معرضا شخصيا في لندن سنة 2014.[3]
- في الثاني من نوفمبر 2015 أقيم حفل توقيع كتابها والذي حمل عنوان (راجحة القدسي) للشاعر أديب ناصر، على قاعة الأورفلي في العاصمة الأردنية عمان. استعرض كتابها الصادر عن دار الأديب البغدادية سيرة حياتها الفنية منذ بداياتها أواخر سبعينيات القرن الماضي، وتضمن الكتاب صوراً لأعمالها الفنية المختلفة التي أنجزتها خلال مسيرتها الفنية التي تجاوزت 40عاما. وحضر حفل توقيع الكتاب الذي شهد أيضا افتتاح معرض فني للقدسي فنانون مثقفون ومهتمون بالفن التشكيلي العراقي، من عراقيين وعرب وقدم بعضهم شهاداته في الكتاب.[4]